# Phường 6, thành phố Cao Lãnh
Phường 6 là một phường thuộc thành phố Cao Lãnh, tỉnh Đồng Tháp, Việt Nam.

## Địa lý
Phường 6 có vị trí địa lý:
- Phía đông giáp xã Tịnh Thới
- Phía tây giáp xã Tân Thuận Đông và xã Hòa An
- Phía nam giáp huyện Lấp Vò
- Phía bắc giáp Phường 3 và Phường 4.

Phường 6 có diện tích 9,02 km², dân số năm 2008 là 16.274 người, mật độ dân số đạt 1.804 người/km².

## Hành chính
Phường 6 được chia thành 6 khóm: 1, 2, 3, 4, 5, 6.

## Lịch sử
Ngày 16 tháng 1 năm 2007, Chính phủ ban hành Nghị định 10/2007/NĐ-CP về việc thành lập thành phố Cao Lãnh thuộc tỉnh Đồng Tháp. Phường 6 trực thuộc thành phố Cao Lãnh.